# Computer Kids
Computer Kids (engl. Originaltitel Whiz Kids) ist eine US-amerikanische Kinderserie, die erstmals 1983 ausgestrahlt wurde. Sie wurde in mehreren Ländern gesendet, die deutsche Erstausstrahlung fand 1989 auf dem Sender RTL plus statt.

## Inhalt
Die Serie handelt von vier Jugendlichen aus einem Vorort von Los Angeles, die verschiedene Kriminalfälle lösen. Wortführer der Gruppe ist Richie Adler (Matthew Labyorteaux), der als einziger ein Computerfreak ist und einen sprechenden Computer namens RALF hat. Unterstützt werden sie unter anderem vom Reporter Llewellen Farley und Leutnant Neal Quinn.

## Deutsche Ausstrahlung
Die Ausstrahlung erfolgte von Januar bis April 1989 bei RTL plus. Die Serie wurde noch anmoderiert und es gab einen IBM-kompatiblen PC beim Sender zu gewinnen. Wiederholt und zuletzt ausgestrahlt wurde sie bis März 1990.

## Hörspielserie
1989 erschien zur Serie eine sechsteilige Hörspielserie auf Kassetten bei dem Label Europa mit Sprechern wie Christian Stark, Björn Gebauer und Rainer Schmitt. Weitere Titel waren zunächst geplant, sind jedoch nicht erschienen.

## Trivia
- Die Titelmusik ist ein Instrumentalstück (Mozart, Klavierkonzert Nr. 21 KV 467) mit computermusikähnlichen Klängen.
- Es gab einen Cameo-Auftritt von Jameson Parker als A.J. Simon, einem der beiden Titelhelden von Simon & Simon. Im Gegenzug traten die Computer Kids in einer Folge von Simon & Simon auf.